# Dandy Town Hornets Football Club
Maillots
Le Dandy Town Hornets Football Club est un club bermudien de football basé à Pembroke. Il dispute ses rencontres à domicile au St John's Field. C'est l'un des clubs les plus titrés du football bermudien, avec huit titres de champion et cinq Coupes des Bermudes.

## Histoire
Le club est fondé en 1973. Il remporte son premier titre national en 1987 avec une victoire en Coupe des Bermudes. Le premier titre de champion est obtenu l'année suivante. Dandy Town Hornets compte aujourd'hui huit titres de champion et cinq succès en Coupe (plus neuf défaites en finale). Il a réalisé le doublé Coupe-championnat en 2004, 2012 et 2014.
En dépit de ses nombreux succès en championnat, le club ne compte que deux apparitions en compétitions continentales, la fédération des Bermudes n'engageant pas régulièrement une formation en Coupe des clubs champions ou en CFU Club Championship. Il dispute la Coupe des champions de la CONCACAF 1991, où il est éliminé dès son entrée en lice, face aux Américains de Brooklyn Italians. La seconde campagne a lieu vingt ans plus tard, lors de la CFU Club Championship 2011. Son bilan est médiocre puisque le club n'a remporté qu'une seule des quatre rencontres disputées. 
Parmi les internationaux ayant porté les couleurs du club, on peut citer Nahki Wells, qui y a joué lors de la saison 2009-2010 (conclue par un titre de champion) et Zeiko Lewis, qui a été formé au club avant de partir aux États-Unis.

## Palmarès
- Championnat des Bermudes (9)
  - Vainqueur : 1988, 1994, 2001, 2004, 2010, 2012, 2014[4], 2016, 2022.

- Coupe des Bermudes (5)
  - Vainqueur : 1987, 2004, 2012, 2014, 2015.
  - Finaliste : 1990, 1992, 1994, 1999, 2002, 2006, 2008, 2009, 2016.